# Epalpus tarsalis
Epalpus tarsalis är en tvåvingeart som först beskrevs av Ignaz Rudolph Schiner 1868.  Epalpus tarsalis ingår i släktet Epalpus och familjen parasitflugor. Inga underarter finns listade i Catalogue of Life.